# Barbaro
Barbaro (ur. 29 kwietnia 2003 – zm. 29 stycznia 2007) – amerykański koń wyścigowy pełnej krwi angielskiej, który zasłynął ze spektakularnego zwycięstwa w Kentucky Derby w 2006 roku.

## Życiorys
Barbaro urodził się 29 kwietnia 2003 roku na farmie Lael Stables w West Grove, Pensylwanii. Jego ojcem był Dynaformer, reproduktor po przeciętnej karierze wyścigowej. Jego matka, La Ville Rouge, również nie zachwyciła na torze, ale jej dziadkiem ze strony ojca był Mr. Prospector – bardzo dobry koń wyścigowy i udany reproduktor.
Zaczął go trenować Michael R. Matz.
Swoją karierę wyścigową rozpoczął w październiku 2005 roku w gonitwie Maiden Special Weight na torze Delaware Park. Pobiegł na nawierzchni trawiastej.Wygrał z łatwością z przewagą 7 długości. Jego następny start odbył się nieco ponad miesiąc później w Laurel Futurity, gdzie również zwyciężył.
Jako trzylatek powrócił na tor 1 stycznia 2006 roku w gonitwie Tropical Park Derby. Barbaro nie zawiódł fanów i wygrał.
Miesiąc później pobiegł w Holy Bull Stakes. Był to jego pierwszy start na nawierzchni piaszczystej. Wygrał z łatwością, pomimo błotnistego toru.
Na początku kwietnia po zaciętej walce wygrał Florida Derby, utrzymując tytuł niepokonanego na 5 startów.
W pierwszą sobotę maja, jako jeden z faworytów wyścigu, odniósł spektakularne zwycięstwo w Kentucky Derby, zostawiając rywali kilka długości za sobą.

## Preakness Stakes 2006 i śmierć
20 maja 2006 roku Barbaro wystartował w Preakness Stakes jako faworyt. W wyniku falstartu, został wprowadzony do maszyny startowej jeszcze raz. Za drugim razem konie wystartowały równo, jednak jeszcze na tej samej prostej dżokej Edgar Prado zaczął wstrzymywać kontuzjowanego Barbaro. Zeskoczył z konia i zaczął go podtrzymywać, dopóki na torze nie pojawili się pomocnicy. Jak się okazało, kontuzja była poważna – złamał prawą tylną nogę w ponad 20 miejscach. Szybko zabrano go do kliniki, gdzie przeszedł udaną operację. Podobny zabieg w 1971 pomyślnie przeszedł Hoist The Flag, obiecujący koń wyścigowy.
Po wybudzeniu się, Barbaro dosyć szybko doszedł do siebie – jadł, ostrożnie kręcił się po boksie i okazywał zainteresowanie klaczami.
W pierwszym tygodniu lipca pojawiły się komplikacje – w zdrowej, lewej tylnej nodze rozwinął się ropień, a później miał gorączkę. Do pierwszej połowy lipca w tej samej nodze rozwinął się silny ochwat. Rozpoczęto leczenie. Wierni fani gniadosza wspierali go, wysyłając mu kartki, listy, rysunki, życzenia i owoce.
15 sierpnia mógł już wypasać się na zewnątrz. 18 sierpnia rentgen wykazał, że jego złamana noga jest całkowicie zespolona, jednak koń nadal walczył z ochwatem.
W styczniu 2007 roku pojawiły się kolejne komplikacje, wynikające z problematycznego, lewego tylnego kopyta. Później rozwinął się głęboki ropień w niedawno wyleczonej nodze. 27 stycznia przeprowadzono kolejną operację. Jeszcze w ten sam weekend, przednie nogi, które wcześniej nie sprawiały żadnych problemów, wykazywały wyraźne oznaki ochwatu. Przez to Barbaro nie mógł przenieść ciężaru na żadną ze swoich nóg.
Został on poddany eutanazji 29 stycznia 2007 roku około godziny 10:30, decyzją jego właścicieli, którzy nie chcieli dokładać mu kolejnych cierpień.